# Mistwalker
Mistwalker Corporation (яп. ミストウォーカー Мисутово:ка:) — японская студия разработки видеоигр, основанная Хиронобу Сакагути в 2004 году с финансовой поддержки Microsoft.

## Игры

### Xbox 360
- Blue Dragon (2006) совместно с Artoon.
- Lost Odyssey (2007) совместно с feelplus.
- Cry On (отменена) совместно с Cavia.[1]

### Nintendo DS
- ASH: Archaic Sealed Heat (2007) совместно с Racjin.
- Blue Dragon Plus (2008) совместно с Brownie Brown и feelplus.
- Away Shuffle Dungeon (2008) совместно с Artoon.
- Blue Dragon: Awakened Shadow (2009) совместно с tri-Crescendo и Bird Studio.

### Wii
- The Last Story (2010) совместно с AQ Interactive.

### iOS
- Party Wave (2012)[2]
- Blade Guardian (2012)[3]
- Terra Battle (2014)

### Android
- Party Wave (2012)[4]
- Terra Battle (2014)